# Brian Lavery
Pour les articles homonymes, voir Lavery.
Brian Lavery, né le 18 juillet 1945 en Écosse, est un historien spécialisé dans l'histoire des bateaux et conservateur émérite au National Maritime Museum de Greenwich.
Horatio Nelson est une de ses spécialités et il a été consultant pour le film Master and Commander : De l'autre côté du monde (2003).